# Karl Anton Scherer

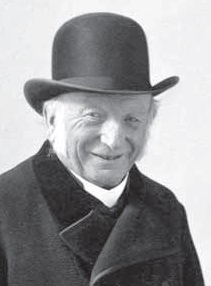
Karl Anton Scherer (um 1900)

Karl Anton Scherer (* 26. November 1831 in Winnweiler; † 19. August 1905 in Speyer) war ein deutscher evangelischer Pfarrer, Publizist und von 1876 bis 1903 der erste hauptamtliche Hausgeistliche der Evangelischen Diakonissenanstalt Speyer.

## Leben
Scherer wurde 1831 als Sohn des Schuhmachers Peter Scherer in Winnweiler geboren, machte in Zweibrücken Abitur, studierte Theologie in Erlangen und Utrecht und heiratete am 20. September 1859 die Kaufmannstochter Wilhelmine Corcilius (1841–1908) aus der Rheinschanze. Ab 1854 war er Vikar in Großbundenbach und Ludwigshafen. Er stand in den Auseinandersetzungen zwischen liberaler und positiver Pfarrerschaft in der pfälzischen Unionskirche auf der Seite der Positiven, die für eine strengere Bekenntnisbindung eintraten. Er unterstützte die Einführung eines neuen Gesangbuchs, das das rationalistische, in der Tradition der Aufklärung stehende Gesangbuch von 1823 ablösen sollte. 1863 wurde er Pfarrer in Offenbach bei Landau, 1868 in Neuhofen. Er gab die Evangelischen Blätter heraus, die 1867 mit dem Evangelischen Kirchenboten verschmolzen, Scherer war bis 1881 Herausgeber. 1876 berief ihn der Ausschuss zum Hausgeistlichen am Diakonissenmutterhaus in Speyer.
Als Scherer die Leitung des Mutterhauses übernahm, war das Haus in der Johannesstraße zu klein geworden, die Anstalt war verschuldet und litt unter Anfeindungen. Er gab ab 1880 ein monatlich erscheinendes Blatt Phöbe heraus, um für das Diakonissenhaus zu werben und um Spenden zu bitten. Er dichtete zahlreiche Lieder, die in Phöbe erschienen, und prägte das Mutterhaus und die Schwesternschaft durch eine streng biblische Verkündigung.
Zum 25-jährigen Jubiläum der Diakonissenanstalt wollte er ein neues Mutterhausgebäude errichtet haben. Eine Erbschaft versetzte ihn in die Lage, ab 1878 auf sein Gehalt zu verzichten, in ein eigenes Wohnhaus in der Kleinen Gailergasse umzuziehen und Gehalt und Miete für den Neubau anzusparen. Als sich 1881 der Kontakt mit Heinrich Hilgard in New York anbahnte, der das Haus mit großzügigen Spenden unterstützte, entdeckte er in ihm einen Schulfreund aus Zweibrücker Zeiten. Eine rege Freundschaft entwickelte sich zwischen dem frommen Mutterhauspfarrer und dem weltoffenen Unternehmer. Mit Hilgards Unterstützung wurden 1891 das Frauenkrankenhaus, auf Hilgards Wunsch nach Scherers Frau Wilhelminenstift genannt, 1894 das Pfarrhaus, 1899 das Kinderkrankenhaus und aus seinem Vermächtnis 1907 das Krankenhaus errichtet. Scherer gab sein Amt 1903 an Kirchenrat Friedrich Krieg ab. Er starb 1905.